# Hermann Bengtson
Hermann Bengtson, né le 2 juillet 1909 à Ratzeburg et décédé le 2 novembre 1989 à Munich, est un historien allemand de l'Antiquité classique, professeur d'université et recteur de l'université de Würzburg.

## Biographie
Hermann Bengtson a étudié l'histoire, la philologie classique, l'égyptologie et l'assyriologie à Hambourg, Pise et Munich de 1930 à 1934, où il a obtenu son doctorat en 1935 avec Walter Otto. Il était déjà membre du NSDAP depuis 1933 et membre des SA depuis 1937. À Munich, il dirigeait un groupe de travail sur « la pénétration du judaïsme dans le monde antique ». En 1939, il obtient le titre de Dr. habil. à Munich, mais le titre de professeur (venia legendi) ne lui est accordé qu'en 1940 à Heidelberg sous la direction de Fritz Schachermeyr, son habilitation ayant rencontré des difficultés à Munich.
Le service militaire temporaire (1939-41 et 1944/45) pendant la Seconde Guerre mondiale n'a pas interrompu la carrière scientifique de Bengtson. Il a continué à travailler à son habilitation pendant la guerre contre l'Union soviétique. En 1941, Bengtson a envoyé des lettres d'amour de guerre depuis le front de l'Est au recteur de l'université de Munich, le national-socialiste convaincu Walther Wüst, où il a été nommé professeur. En 1940, il travaille à Heidelberg, en 1941 à Munich comme professeur privé.
Après la guerre, Bengtson s'est vu refuser l'entrée dans la zone d'occupation soviétique en raison de son attitude envers le national-socialisme, puis il s'est installé à Munich. Il est officiellement licencié de l'université d'Iéna le 15 mars 1946 pour son appartenance au NSDAP et aux SA. Dans le processus de dénazification, il est classé comme « compagnon de route ». En 1949, il retrouve ses qualifications d'enseignant et est nommé professeur d'exception à Munich. À partir de 1951, il est assistant de la Kommission für Alte Geschichte und Epigraphik (Commission d'histoire ancienne et d'épigraphie) nouvellement créée. En 1952, il accepte de devenir professeur titulaire d'histoire ancienne à l'université Julius-Maximilians de Würzburg, dont il devient le recteur en 1959/1960. Trois ans plus tard, Bengtson s'est installé à Tübingen et en 1966, il est revenu à Munich, où il a occupé un siège jusqu'à sa retraite en 1977. Même après sa retraite, Bengtson a continué à donner des cours à l'université de Munich.

## Travaux
Suivant son professeur Walter Otto, Bengtson s'est d'abord occupé d'histoire grecque, en particulier d'hellénisme, mais aussi d'histoire du droit et de papyrologie. Plus tard, il a également écrit des présentations et des études individuelles sur des sujets d'histoire romaine. Son Einführung in die Alte Geschichte (« Introduction à l'histoire ancienne ») est devenu un ouvrage de référence et a été publié en de nombreuses éditions entre 1949 et 1979.

## Ouvrages sélectifs
- Die Strategie in der hellenistischen Zeit. Ein Beitrag zum antiken Staatsrecht (= Münchener Beiträge zur Papyrusforschung und antiken Rechtsgeschichte. Bd. 26, 32, 36,  (ISSN 0936-3718)). 3 Bände. Beck, Múnich 1937–1952.
- Einzelpersönlichkeit und athenischer Staat zur Zeit des Peisistratos und des Miltiades (= Sitzungsberichte der Bayerischen Akademie der Wissenschaften. Philosophisch-Historische Abteilung. Jg. 1939, H. 1,  (ISSN 0342-5991)). Verlag der Bayerischen Akademie der Wissenschaften, Múnich 1939.
- Einführung in die Alte Geschichte. Biederstein, Múnich 1949 (8., durchgesehene und ergänzte Auflage. Beck, Múnich 1979,  (ISBN 3-406-00443-1) ; mehrere Übersetzungen).
- Griechische Geschichte von den Anfängen bis in die römische Kaiserzeit (= Handbuch der Altertumswissenschaft. Abt. 3, Teil 4). Beck, Múnich 1950 (5., durchgesehene und ergänzte Auflage. ebenda 1977,  (ISBN 3-406-06660-7); Unveränderter Nachdruck der 5., durchgesehene und ergänzte Auflage. ebenda 1996, mehrere Übersetzungen
- Über die Zukunft unserer Universitäten. Rede gehalten am 28. November 1959 in Würzburg zur Rektoratsübergabe (= Würzburger Universitätsreden. H. 25,  (ISSN 0178-5664)). Julius-Maximilians-Universität, Wurzburgo 1959.
- Republik und Kaiserzeit bis 284 n. Chr. (= Handbuch der Altertumswissenschaft. Abt. 3, Teil 5: Grundriß der römischen Geschichte. Mit Quellenkunde. Bd. 1). Beck, Múnich 1967 (3., durchgesehene und ergänzte Auflage. ebenda 1982,  (ISBN 3-406-08617-9)).
- Zur Geschichte des Brutus (= Sitzungsberichte der Bayerischen Akademie der Wissenschaften. Philosophisch-Historische Abteilung. Jg. 1970, H. 1). Verlag der Bayerischen Akademie der Wissenschaften, Múnich 1970.
- Die Olympischen Spiele in der Antike. Artemis, Zürich u. a. 1971 (3., durchgesehene Auflage. ebenda 1983,  (ISBN 3-7608-4047-7)).
- Zu den Proskriptionen der Triumvirn (= Sitzungsberichte der Bayerischen Akademie der Wissenschaften. Philosophisch-Historische Abteilung. Jg. 1972, H. 3). Verlag der Bayerischen Akademie der Wissenschaften, Múnich 1972,  (ISBN 3-7696-1445-3).
- Zum Partherfeldzug des Antonius (= Sitzungsberichte der Bayerischen Akademie der Wissenschaften. Philosophisch-Historische Abteilung. Jg. 1974, H. 1). Verlag der Bayerischen Akademie der Wissenschaften, Múnich 1974,  (ISBN 3-7696-1455-0).
- Kleine Schriften zur Alten Geschichte. Beck, Múnich 1974,  (ISBN 3-406-03702-X).
- Herrschergestalten des Hellenismus. Beck, Múnich 1974,  (ISBN 3-406-03702-X) (Übersetzung in die russische Sprache).
- Marcus Antonius. Triumvir und Herrscher des Orients. Beck, Múnich 1977,  (ISBN 3-406-06600-3).
- Gestalter der Alten Welt. Epochengeschichte der Antike in historischen Portraits. Wewel, Múnich 1989,  (ISBN 3-87904-087-7).
- Die hellenistische Weltkultur. Steiner-Verlag, Stuttgart 1988,  (ISBN 3-515-05004-3).
- Geschichte der Alten Welt (= Fischer-Taschenbücher 4426 Geschichte). Fischer-Taschenbuch-Verlag, Frankfurt am Main 1989,  (ISBN 3-596-24426-9) (postum erschienen; auch Übersetzung in die niederländische Sprache